# Daniel Luxbacher
Daniel Luxbacher (* 13. března 1992) je rakouský fotbalista, který hraje za SC/ESV Parndorf. Je bývalým mládežnickým reprezentantem Rakouska.

## Klubová kariéra
Hrál za B-tým Rapidu Vídeň, z klubu byl na hostování v FC Lustenau 07. V lednu 2013 přestoupil do SCR Altach.
Před sezónou 2017/18 přestoupil do SKN St. Pölten, podepsal smlouvu do června 2019, která byla prodloužena do roku 2022. Na konci sezóny 2020/21 však SKN sestoupil z 1. ligy. Od roku 2021 do roku 2025 hrál za First Vienna FC 1894.

## Osobní život
Daniel Luxbacher je bratrem fotbalisty Bernharda Luxbachera.